# Trzcinica
Trzcinica [tʂt͡ɕiˈnit͡sa] (deutsch Strenze, 1939–1943 Sternbruch) ist ein Dorf und Sitz der gleichnamigen Landgemeinde in Polen. Der Ort liegt im Powiat Kępiński der Wojewodschaft Großpolen.

## Gemeinde
Der Landgemeinde (gmina wiejska) Trzcinica gehören folgende acht Ortsteile mit einem Schulzenamt (solectwo):
- Aniołka Pierwsza (1939–1945 Engelheim)
- Kuźnica Trzcińska (1939–1945 Schmieden)
- Laski (1943–1945 Hirscheck)
- Piotrówka (Pietrowka, 1939–1945 Petershagen)
- Pomiany (1939–1945 Rosenwiese)
- Smardze (1939–1945 Lauterbach)
- Trzcinica (Strenze, 1939–1943 Sternbruch)
- Wodziczna (Wodziczno, 1939–1945 Führheim)

Weitere Ortschaften der Gemeinde ohne Schulzenamt sind:
- Aniołka Druga
- Aniołka-Parcele
- Borek
- Dzierżążnik (Dzierzonznik)
- Granice
- Ignacówka Druga
- Ignacówka Pierwsza
- Ignacówka Trzecia
- Jelenia Głowa
- Kwasielina
- Laski-Tartak
- Nowa Wieś
- Różyczka
- Siemionka (Kerstenbruch)
- Teklin (Teklinow, 1939–1945 Ineshof)

## Verkehr
Im Gemeindegebiet lagen die Bahnhöfe Trzcinica und Laski-Smardze an der Bahnstrecke Namysłów–Kępno.